# 鮑比·萊士利
富蘭克林·羅伯托·萊士利（英語：Franklin Roberto Lashley），1976年7月16日—）是美國職業摔角選手、綜合格鬥家和退伍軍人。目前受聘於全精英摔角，在那裡他以「鮑比·萊士利」（Bobby Lashley）為擂台名稱在Raw品牌亮相，萊士利還因其在TNAW（TNA/Impact）時期以及他在勇士綜合格鬥中的綜合格鬥生涯而聞名。
在WWE，萊士利是二次的WWE冠軍、二次ECW世界冠軍、二次WWE洲際冠軍及三次的WWE美國冠軍。

## 早期生活
富蘭克林·羅伯托·萊士利於1976年7月16日出生於堪薩斯州章克申城， 父親曾擔任過美国陆军教育班長。萊士利擁有巴拿马血統。他在一個單親家庭中成長，母親幾乎不會說英語，很難找到一份好工作。 他有三個姐姐，其中一個截至2015年仍在美国空军服役。全家偶爾會從一個軍事基地搬到另一個軍事基地。 當他的父親駐紮在堪薩斯州的萊利堡時，萊士利就讀於萊利堡中學，在那裡他在七年级時被介紹到業餘摔角，作為足球賽季之間的替代品。 後來他從章克申城高中畢業，在那裡他繼續從事摔角。 之後，他就讀密蘇里谷學院，在1996年、1997年和1998年，他是全國大學校際體育協會（NAIA）177磅類別的全國摔角冠軍， 並於1999年畢業，獲得人力服務機構管理和娛樂管理學士學位。 大學畢業後，他跟隨父親從軍，並繼續參加軍隊世界級運動員計畫的業餘摔角比賽。 從軍三年，他在国际军事体育理事会高級自由式摔角比賽中獲得金牌及銀牌。 2003年，在科罗拉多斯普林斯生活和訓練，目標是取得美國隊2004年奧運摔角比賽的資格時，萊士利目睹一起銀行搶案，被迫趴下躲避槍聲；這導致膝蓋受傷需要進行手術，因此結束他的業餘生涯。

## 職業摔角生涯
萊士利於2005年在WWE首次亮相，出現在SmackDown品牌中，他成為一次美國冠軍。次年被選入ECW品牌後，萊士利成為兩次ECW世界冠軍，為第一位獲得該冠軍頭銜的非裔美國人，也是WWE歷史上第三位非裔美國人的世界冠軍（僅次於巨石和布克·T）。
在此期間，他與公司董事長文斯·麥馬漢進行高調的競爭，其中包括在2008年離開公司之前代表唐納·川普參加摔角狂熱23的「億萬富翁之戰」。
2009年，萊士利開始出現在TNA（後來更名為Impact），在那裡他成為四次TNA/衝擊世界重量級冠軍，也是第一位獲得該冠軍的非裔美國人。
2018年回歸WWE後，他被分配到Raw品牌，成為兩次洲際冠軍並贏得第二次的美國冠軍。在2021年2月22日的行刑室鐵籠戰上，他在約翰·莫里森參與的三方威脅賽中輸給瑞鬥，結束萊士利175天的美國冠軍衛冕。當天晚上晚些時候，萊士利殘忍的攻擊祖魯·麥金泰爾，讓米茲兌現他的公事包合約，成為WWE冠軍。 在接下來的Raw中，萊士利對麥金泰爾的攻擊被揭露是他和MVP與米茲達成交易的一部分，然後萊士利擊敗布勞恩·史卓曼，成為WWE冠軍的頭號挑戰者。在3月1日的Raw中，萊士利在伐木工人賽上擊敗米茲，首次贏得WWE冠軍，也成為第三位贏得WWE冠軍的非裔美國人（繼巨石和科菲·京斯頓之後）。 在3月8日的Raw上，萊士利擊敗米茲成功衛冕頭銜。 之後，萊士利在摔角狂熱37、摔角狂熱爆裂震撼的三方威脅賽（包括布勞恩·史卓曼）以及地獄鐵籠的地獄鐵籠賽中皆擊敗祖魯·麥金泰爾成功衛冕WWE冠軍。 萊士利隨後與科菲·京斯頓發生爭執，兩人在公事包大戰進行一場WWE冠軍賽。在比賽中，萊士利擊敗科菲·京斯頓成功衛冕冠軍頭銜。 在7月19日的Raw中，戈柏回歸並要求挑戰萊士利的WWE冠軍。萊士利一開始拒絕戈柏的挑戰，但在8月2日的Raw中，萊士利接受挑戰，該場比賽成為夏日衝擊的正式比賽。 在比賽中，由於戈柏無法繼續比賽，裁判停賽，萊士利持續衛冕WWE冠軍頭銜。 在9月13日的Raw上，在與蘭迪·歐頓的比賽成功衛冕後，萊士利將WWE冠軍頭銜輸給Big E，後者兌現公事包合約，結束萊士利196天的衛冕。

## 個人生活
萊士利的第一個女兒凱拉（Kyra）於2005年出生。 後來他與前WWE摔角選手克里斯塔爾·馬歇爾約會，2008年7月他與馬歇爾有了一個名叫邁爾斯（Myles）的兒子，並在2011年有了一個名叫娜奧米（Naomi）的女兒。
萊士利曾參與多項商業活動。2007年，他開了一家健康冰沙店。 2009年7月，他宣布推出萊士利網站，包括他的官方健身房、營養商店和社群媒體頁面。在發布的新聞稿中，他表示他的目標是在公眾眼中保持自己的聲譽和名聲，這樣他就可以實現成為頂尖綜合格鬥選手的目標。

## 冠軍經歷及成就

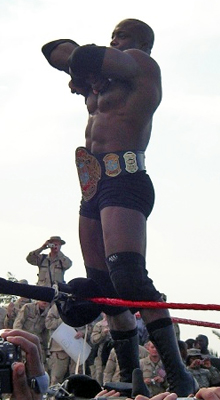
萊士利是二次ECW世界冠軍

### 業餘摔角
- 國際角力總會
  - NYAC聖誕錦標賽高級自由式銀牌得主（2001年）
- 国际军事体育理事会
  - CISM軍隊錦標賽高級自由式金牌得主（2003年）
  - CISM軍隊錦標賽高級自由式銀牌得主（2002年）
  - CISM世界軍事錦標賽高級自由式銀牌得主（2002年）
- 美國摔角（英语：USA Wrestling）
  - 美國世界團體選拔賽高級自由式第三名（2003年）
- 全國大學校際體育協會
  - NAIA全國大學生冠軍（1996、1997、1998年）

### 綜合格鬥
- 鯊魚格鬥（英语：Shark Fights）
  - 鯊魚格鬥重量級冠軍（英语：Shark Fights#Current champions）（一次）
- 極限格鬥之夜（Xtreme Fight Night）
  - XFN重量級冠軍（一次）

### 職業摔角
- TNAW/衝擊摔角
  - TNA/衝擊世界重量級冠軍（英语：Impact World Championship）（四次）[29][30]
- 世界摔角娛樂
  - WWE冠軍（二次）[31][32]
  - ECW世界冠軍（二次）[33][34][35]
  - WWE洲際冠軍（二次）[36][37]
  - WWE美國冠軍（三次）[38][39]
  - 巨人安德烈纪念上绳挑战赛（英语：André the Giant Memorial Battle Royal）（2023年）
  - 衝擊大賞（一次）[40]

## 外部連結
- 鮑比·萊士利在WWE官方網站的介紹 （页面存档备份，存于）（英文）
- 鮑比·萊士利在互联网电影资料库（IMDb）上的資料（英文）